# Dirk Klinkenberg
Dirk Klinkenberg (Haarlem, 15 de noviembre de 1709-La Haya, 3 de marzo de 1799) fue un político neerlandés, secretario del Gobierno durante 40 años. Fue conocido también como matemático y astrónomo amateur.

## Biografía
Jan de Munck, Dirk Klinkenberg y Jean-Philippe de Chéseaux descubrieron de forma independiente el Gran Cometa de 1744 —también conocido como C/1743 X1—. Klinkenberg más tarde también descubrió los cometas C/1748 K1 y C/1762 K1.
El asteroide 10427 Klinkenberg —nombrado después de él— fue descubierto el 24 de septiembre de 1960 por el equipo formado por el matrimonio Cornelis Johannes van Houten e Ingrid van Houten-Groeneveld.